# Dubrave (Glamoč, BiH)
Dubrave su naseljeno mjesto u općini Glamoč, Federacija Bosne i Hercegovine, BiH.

## Stanovništvo

### 1991.
Nacionalni sastav stanovništva 1991. godine, bio je sljedeći:
ukupno: 43
- Srbi - 42 (97,67%)
- ostali, neopredijeljeni i nepoznato - 1 (2,32%)

### 2013.
Na popisu 2013. godine bilo je bez stanovnika.